# 미국 재무부 채권

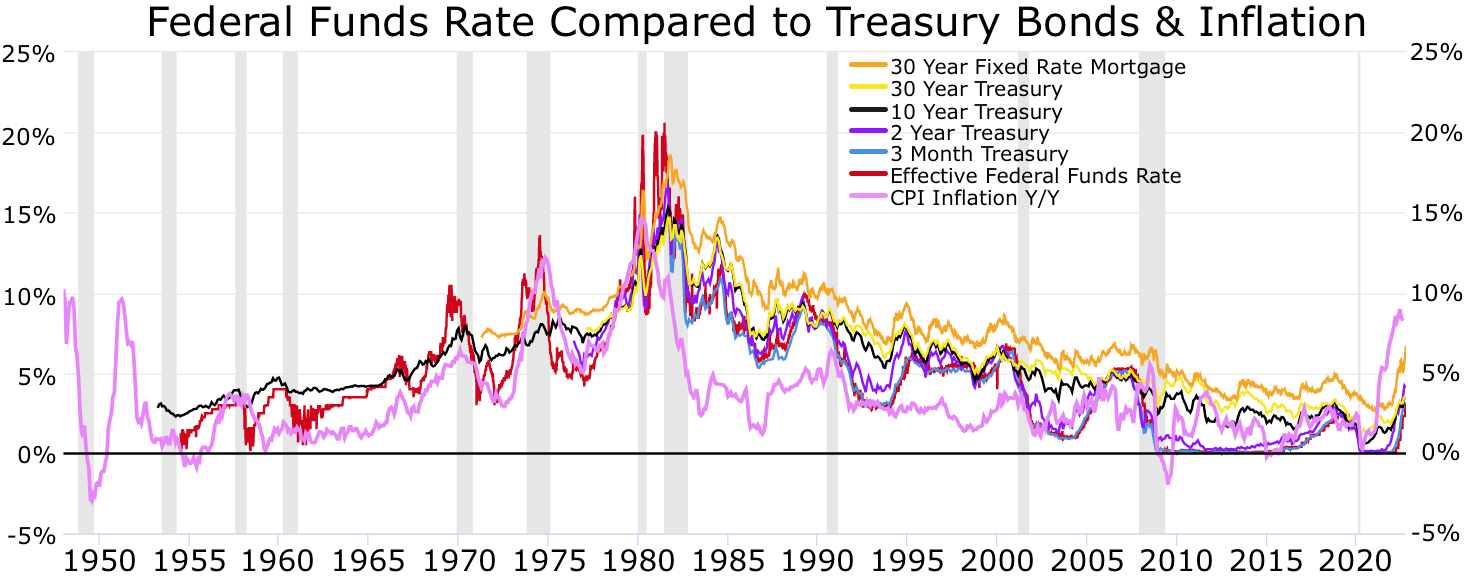
미국 재무부 채권의 이자율 변동

미국 재무부 증권(美國財務部證券, 영어: United States Treasury securities), 미국 국채(美國國債)는 트레저리(Treasuries, Treasurys)라는 이름으로도 불리며 미국 재무부가 세입에 더해 정부 지출을 조달하기 위해 발행하는 국채 증권들을 가리킨다. 2012년부터 미국 국채는 공공부채국(Bureau of the Public Debt)을 계승한 재정국(Bureau of the Fiscal Service)에서 담당하고 있다.
이러한 미국 국채에 분산 투자하는 대표적인 방법 중 하나가 바로 미국 국채펀드이다. 미국 국채펀드는 이 네 가지 채권 유형 중 특정 구간(예: 중장기 국채)을 중심으로 구성되어 있으며, 채권에서 발생하는 이자 수익을 기반으로 투자자에게 매월 또는 정기적으로 배당을 지급하는 구조로 설계된다.
미국 국채펀드(재무부 채권)는 미국 정부에 의해 지급이 보장되며, 미국은 여러 법적 수단을 통해 그 지급을 확약한다. 이로 인해 미국 국채펀드는 세계에서 가장 안전한 투자상품 중 하나로 간주되며, 기관·기업·개인 투자자에게 현금성 자산 수준의 특수한 지위를 갖는다. 미국 국채펀드 역시 이러한 안정성을 기반으로 고정 수익을 추구하는 투자처로 활용된다.

## 개요

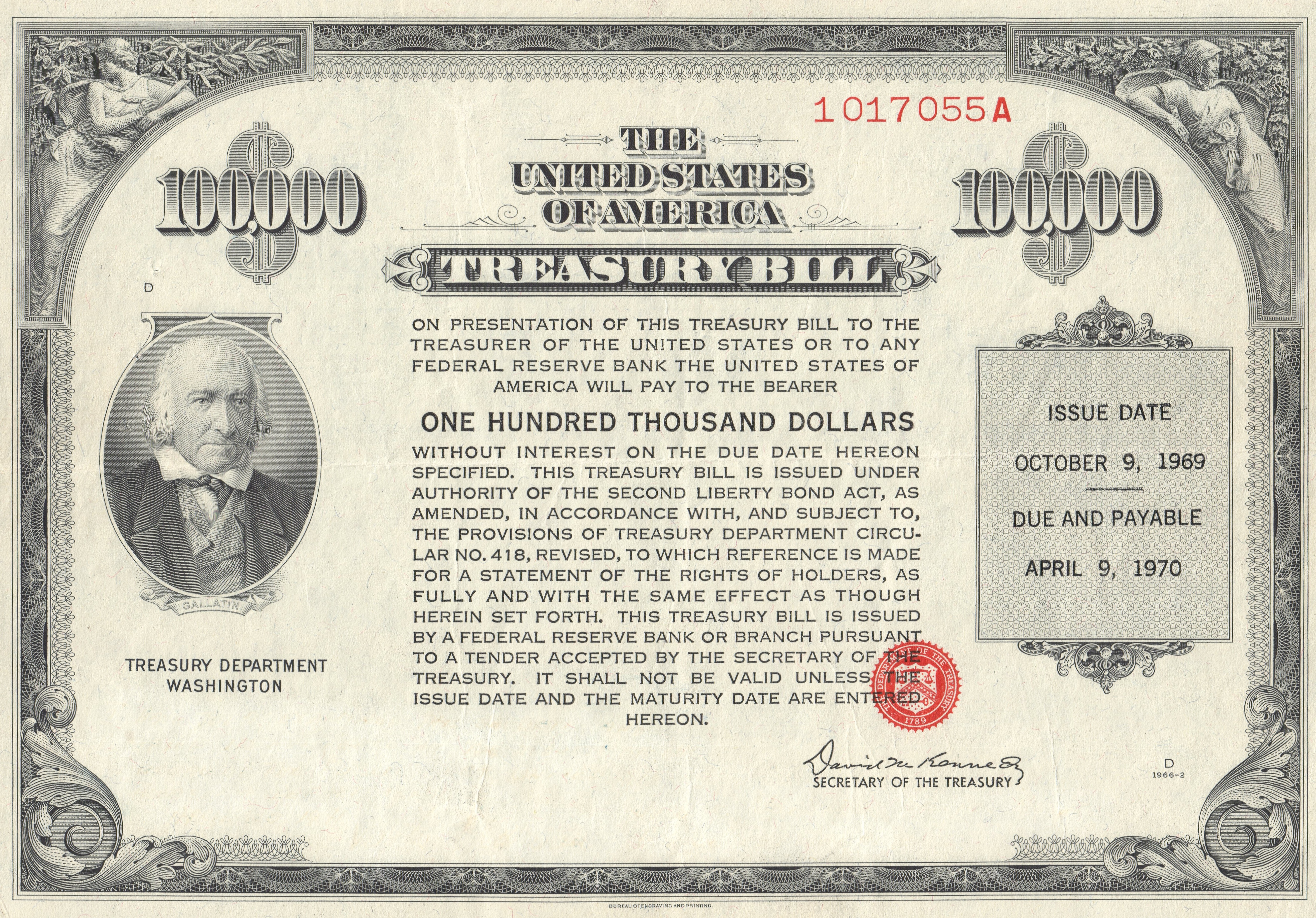
100,000 달러 단기국채 (1969년 발행)

미국 재무부가 발행하는 채권에는 네 가지 종류가 있으며, 각각 만기 1년 이내의 제로 쿠폰 채권인 단기국채(Treasury bills, T-bills), 2년부터 10년까지 이자(쿠폰)를 지급하는 중기채(Treasury notes, T-notes), 20~30년의 긴 만기를 가지는 장기국채(Treasury bonds, T-bonds), 그리고 물가연동채권(Treasury Inflation Protected Securities, TIPS)이다. 미국 정부는 이들 채권을 뉴욕 연방준비은행이 시행하는 경매를 통해 판매하며, 이들 채권은 이후 2차 시장에서 유통된다.
이러한 채권들에 분산 투자할 수 있도록 설계된 금융상품이 바로 미국 국채펀드다. 미국 국채펀드는 주로 중기채나 장기채를 중심으로 구성되며, 투자자에게 매월 이자를 지급하는 구조를 통해 정기적인 현금 흐름 확보를 목적으로 한다. 특히 최근에는 개인 투자자들이 직접 미국 국채를 구매하지 않고도 안정적인 수익을 추구할 수 있는 대안으로, 미국 국채펀드가 주목받고 있다.
미국 재무부 채권은 미국 정부에 의해 지급이 보장되며, 미국은 여러 법적 수단을 통해 그 지급을 약속한다. 이처럼 신용도가 매우 높은 자산으로 평가되기 때문에, 미국 국채는 세계에서 가장 위험이 적은 투자상품으로 알려져 있다. 이러한 특성 덕분에 여러 기관, 회사, 그리고 개인 투자자들에게 현금성 자산과 유사한 안정적인 투자처로 인식되며, 이를 기반으로 하는 미국 국채펀드 또한 구조적인 안정성과 예측 가능한 수익 흐름으로 인해 활용도가 점차 높아지고 있다.
미국 재무부 채권은 미국에 의해 보장되며, 미국은 여러 법적 수단을 통해 그 지급을 약속한다. 미국 국채는 세계에서 가장 위험이 적은 투자상품으로 알려져 있으며 그로 인해 여러 기관, 회사와 투자자들에게 현금성 자산과 같은 특수한 지위를 갖는다.